# A megtisztulás éjszakája: Választási év
A megtisztulás éjszakája: Választási év (The Purge: Election Year) 2016-ban bemutatott amerikai disztópikus akcióhorror, melyet James DeMarco írt és rendezett. 
A fontosabb szerepekben Frank Grillo, Elizabeth Mitchell és Mykelti Williamson látható. A film a 2014-es A megtisztulás éjszakája: Anarchia folytatása, valamint A bűn éjszakája-filmek harmadik része. 
A 2016. július 1-jén bemutatott film összesen 117 millió dolláros bevételt termelt, a kritikusok részéről pedig vegyes fogadtatást kapott.

## Cselekmény
A jövőbeli Amerikai Egyesült Államokban elnökválasztásra készülnek, mely veszélyeztetheti a fennálló hatalmi rendet. Charlie Roan szenátor (akinek családját évtizedekkel korábban egy Irtás során végezték ki), szembeszáll az Új Alapító Atyákkal (NFFA) és megválasztása esetén az Irtás eltörlését ígéri. Az Új Alapító Atyák helyzetét az országos szintű lázadások is nehezítik, mivel egyre több ember ismeri fel, hogy az Irtás valódi célja a szegényebb rétegek megtizedelése, ami által csökkenthetők a szociális jellegű kiadások. Az NFFA bevezet egy új szabályt, amely szerint az előző évek gyakorlatával szemben mostantól magas rangú kormányhivatalnokok és politikusok sem kaphatnak immunitást az Irtás során – ezzel látszólag a tömegek szimpátiáját próbálják elnyerni, valójában Roan meggyilkolását tervezik. Roan úgy dönt, saját otthonában vészeli át az Irtást, hogy megnyerje a közemberek támogatását. Biztonsági főnöke, Leo Barnes előkészíti a nő otthonát az éjszakára és fegyveres őröket biztosít.
Az Irtás napján egy élelmiszerbolt tulajdonosa, Joe Dixon (Mykelti Williamson) és asszisztense, Marcos Dalie (Joseph Julian Soria) visszaverik két tizenéves lány támadását, akik korábban lopni próbáltak az üzletből. A két férfi barátja, Laney Rucker (Betty Gabriel) és annak társa, Dawn (Liza Colón-Zayas) egy megerősített mentőautóval járják a várost és segítséget nyújtanak a sebesülteknek. Roan és Barnes menekülni kényszerül, amikor elárulják őket és egy neonáci zsoldoscsapat tör az életükre, Danzinger vezetésével. Menekülés közben Barnes semlegesíti támadóik nagy részét, de lövést kap, majd Roannel egy orosz társaság fogságába esnek, akik turistaként érkeztek az Államokba, hogy részt vehessenek a büntetlen gyilkolásban. Marcos és Joe észreveszi a dulakodást és kimenti őket, majd a közeli boltjukba menekítik a szenátorasszonyt és testőrét. Együttes erővel megvédik az üzletet a korábbi bolti szarkák újabb támadásától, a helyszínre érkező Laney és Dawn segítségével, ezután a mentőautóval biztonságosabb búvóhelyet keresnek
Menekülés közben helikopterrel utolérik őket Roan üldözői, akik nyomkövető segítségével akadtak rájuk. Egy utcai banda segítségével sikerül megszabadulniuk üldözőiktől és egy kórház alatti rejtekhelyre mennek, ahol az Irtást ellenző lázadók (köztük a korábbi filmekben is szereplő Dante Bishop) és önkéntes orvosok segítenek az Irtásban megsérült embereknek. Joe, Marcos és Laney vissza akar térni a boltjukba, de észreveszik, hogy az NFFA halálosztagokat küldött a rejtekhely felé. Roan felfedezi, hogy a lázadók rajtaütést szerveznek az Alapító Atyákon és céljuk Roan politikai ellenfelének, Owensnek a meggyilkolása. Barnes és Roan elmenekülnek a helyszínről és a város elhagyására készülnek, de Roan hamarosan Danzinger fogságába esik.
A szenátorasszonyt egy templomba hurcolják, ahol a Owens és társai rituális gyilkosságokat hajtanak végre. Bishop és csapata, továbbá Barnes, Joe és a többiek behatolnak az épületbe, semlegesítik az őröket és megmentik Roan életét. Bishop elfogja Owens-t, de Roan korábbi tanácsát megfogadva életben hagyja őt, hogy Roan tisztességes politikai küzdelemben győzhesse le. Danzinger és zsoldosai megtámadják a lázadókat, Bishop és számos embere életét veszti, végül Barnes egy brutális késharcban megöli a zsoldosvezért. Egy korábban elmenekült és az épületben rejtőzködő NFFA lojalista, James hirtelen felbukkan és tüzet nyit a csapatra, Joe a saját élete feláldozásával megmenti Roant. Halála előtt még megígérteti Roannel, hogy megnyeri a választásokat, valamint Marcos és Laney gondjaira bízza üzlete vezetését.
Az Irtás után két hónappal Roan megnyeri a választásokat, amely az Irtás végét jelenti. Marcos és Laney felújítja az üzletet, miközben a híreket nézik. A film végén a hírekből kiderül, hogy az NFFA támogatói a választási eredmények miatt erőszakos tiltakozásokba kezdtek az utcákon.

## Szereplők
- Frank Grillo – Leo Barnes (magyar hangja Fekete Zoltán)
- Elizabeth Mitchell – Charlie Roan szenátor
  - Christy Coco – fiatalabb Charlie Roan
- Mykelti Williamson – Joe Dickson
- Joseph Julian Soria – Marcos
- Betty Gabriel – Laney Rucker
- Terry Serpico – Earl Danzinger
- Raymond J. Barry – Caleb Warrens
- Edwin Hodge – Dante Bishop
- Kyle Secor – Edwidge Owens miniszter
- Liza Colón-Zayas – Dawn

## Fordítás
- Ez a szócikk részben vagy egészben  a   The Purge: Election Year című angol Wikipédia-szócikk fordításán alapul.  Az eredeti cikk szerkesztőit annak laptörténete sorolja fel. Ez a jelzés csupán a megfogalmazás eredetét és a szerzői jogokat jelzi, nem szolgál a cikkben szereplő információk forrásmegjelöléseként.